# Генерал-аншеф
Генера́л-анше́ф (фр. general en chef) — військове звання генералітету та один з найвищих чинів в арміях деяких країн.

## Російська імперія
Військове звання генерал-аншефа в Російській імперії ввів Петро I в 1698 році. У 1700 році російський воєначальник Б. П. Шереметєв, незважаючи на поразку під Нарвою, першим отримав від царя звання генерал-аншефа.
У російській імператорській армії згідно з Військовим статутом 1716 року — головнокомандувач, рівний фельдмаршалові, який очолював «консілію» генералів; з 1740-х років — повний генерал, що стояв рангом нижче за фельдмаршала. Нижче стояв генерал-фельдмаршал-лейтенант — помічник головнокомандувача, що завжди при ньому знаходився (це звання в російській армії не прижилося і з 1711 року не присвоювалося), якому підпорядковувалися три генерала родів військ: генерал-фельдцейхмейстер (начальник артилерії), генерал від кавалерії і генерал від інфантерії.
Звання відповідало II класу Табеля про ранги. У 1796—1797 роках замінено генеральськими чинами по родах військ:
- генерал від інфантерії,
- генерал від кавалерії,
- генерал від артилерії,
- інженер-генерал

У російському імператорському флоті відповідав чинам адмірала і дійсного таємного радника

## Франція
У Франції звання генерал-аншеф (фр. général en chef) було титулом одного з генерал-лейтенантів, котрий був неофіційним головнокомандувачем усіма генерал-лейтенантами французької армії, або навіть був начальником для деяких маршалів, що відповідали за армію.
Під час Французької революції це звання надавалося дивізійному генералу, що вступав в командування армією. Французький генерал-аншеф мав на погонах чотири зірки на відміну від трьох, які мав як знаки розрізнення дивізійний генерал. У 1812 звання генерал-аншефа була скасоване, і на короткий термін відновлене в період Реставрації, і врешті-решт скасоване у 1848 році.

## США
У Сполучених Штатах, термін «генерал-ін-чиф» (англ. "general in chief") використовувався для позначення головнокомандувача армії США (англ. Commanding General of the United States Army), який був найголовнішим офіцером сухопутних військ країни, до введення у 1903 році посади начальника штаба армії США. Найвідомішими представниками серед генералів, що посідали цю посаду були Джордж Вашингтон, Вінфілд Скотт, Генрі Галлек і Улісс Грант.
Під час Громадянської війни в США, генерал Роберт Е. Лі був призначений «Головнокомандувачем армії Конфедерації Штатів» (затверджено 6 лютого 1865).